# SVT:s sportårskrönika
SVT:s sportårskrönika är en årskrönika i SVT Sport, som brukar sändas runt jul-nyår. Förutom huvudårskrönikan sänds ibland även separata årskrönikor för evenemang som olympiska spelen och större fotbollsturneringar.